# Tom Tykwer
Tom Tykwer (IPA: [ˈtɪkvɐ]; Wuppertal, 23 maggio 1965) è un regista, sceneggiatore, compositore e produttore cinematografico tedesco.

## Biografia
Inizia fin da bambino a girare dei film in Super 8. Nel 1988, all'età di 23 anni, diventa direttore del cinema "Movimento di Berlino". Per la televisione tedesca realizza una serie di ritratti dedicati ai registi Aki Kaurismäki, Wim Wenders, Peter Greenaway e Lars von Trier.
Dopo aver diretto alcuni cortometraggi, debutta nel 1993 con il suo primo lungometraggio La mortale Maria seguito da Sognatori d'inverno del 1997, ma conosce la fama internazionale grazie al film Lola corre, film che riceve molte critiche positive e vari riconoscimenti. Nel 1994 fonda una casa di produzione chiamata X-Filme.
Nel 2002 la Miramax produce il suo film intitolato Heaven, basato su una sceneggiatura del regista polacco Krzysztof Kieślowski e girato tra Torino e la Toscana.
Nel 2006 dirige Profumo - Storia di un assassino, adattamento per il grande schermo del capolavoro di Patrick Süskind Il profumo, e nel 2009 The International, un thriller politico sullo strapotere delle banche multinazionali ispirato ai modelli di Pakula e Schlesinger.
Nei suoi film è sempre presente il potere e la corruzione che schiacciano l'essere umano e lo rendono impotente di fronte agli avvenimenti. Nei film girati in Italia (Heaven e The International) vengono criticati i Carabinieri, i vertici dei quali sono descritti come corrotti.
Nel 2008 collabora con Quentin Tarantino in Bastardi senza gloria per la traduzione dei dialoghi in tedesco.
Nel 2010 dirige Drei, che viene presentato in concorso alla 67ª Mostra internazionale d'arte cinematografica di Venezia.

## Filmografia parziale

### Lungometraggi
- La mortale Maria (Die tödliche Maria) (1993)
- Sognatori d'inverno (Winterschläfer) (1997)
- Lola corre (Lola rennt) (1998)
- La principessa + il guerriero (Der Krieger und die Kaiserin) (2000)
- Heaven (2002)
- Faubourg Saint-Denis, episodio di Paris, je t'aime (2006)
- Profumo - Storia di un assassino (Perfume: The Story of a Murderer) (2006)
- The International (2009)
- Drei (2010)
- Cloud Atlas (2012) (sceneggiatura, produzione e co-regia con le sorelle Wachowski)
- Aspettando il re (A Hologram for the King) (2016)

### Cortometraggi
- Because (1990)
- Epilog (1992)
- True (2004)

### Televisione
- Sense8 – serie TV (2015)
- Babylon Berlin - serie TV (2017)